# هيلموت برترام
هيلموت برترام هو سياسي ألماني، ولد في 20 مارس 1910 في زوست في ألمانيا، وتوفي بنفس المكان في 27 يناير 1981. نشط حزبياً في حزب الوسط. وقد انتخب عضو في البوندستاغ الألماني خلال فترته النيابية ‏ (3 نوفمبر 1949 – 7 سبتمبر 1953) وانتخب عضو في البرلمان الأوروبي.